# Арсеньева, Надежда Павловна
Надежда Павловна Арсеньева (13 марта 1929, д. Заборинка, Холмский район — 21 января 1989) — советский передовик производства в сельском хозяйстве, доярка совхоза «Вейно» Могилёвского района Могилёвской области Белорусской ССР. Герой Социалистического Труда (1966).

## Биография
Родилась 13 марта 1929 года в деревне Заборинка, Холмского района Великолукского округа Ленинградской области в крестьянской семье.
С 1937 года в возрасте восьми лет начала свою трудовую деятельность в местном хозяйстве, с 1939 по 1941 годы в возрасте десяти лет начала работать подпаском в  колхозе деревни Заборинка Холмского района Ленинградской области. С 1941 года после начала Великой Отечественной войны вместе с семьёй была эвакуирована  в Кемеровскую область, где в том же году начала работать в сельском хозяйстве, позже работала — грузчиком на предприятии водного транспорта. 
С 1945 года после окончания Великой Отечественной войны, переехала в Могилёвскую область Белорусской ССР и начала работать в колхозницей, с 1958 года начала работать — дояркой на молочно-товарной ферме совхоза «Вейно» Могилёвского района Могилёвской области Белорусской ССР. Н. П. Арсеньева быстро завоевала лидерство и считалась лучшей дояркой совхоза, надаивая от каждой коровы в среднем по две тысячи и более килограммов молока. Была постоянной участницей Всесоюзной выставки достижений народного хозяйства (ВДНХ СССР). С 1959 по 1965 годы в период седьмой пятилетки Н. П. Арсеньева показала высокие надои молока, в 1965 году на завершающем году пятилетки она вышла на передовые позиции в Могилёвской области получив по 4209 килограммов молока жирностью 4,1 процента. 
22 марта 1966 года  Указом Президиума Верховного Совета СССР «за достигнутые успехи в развитии животноводства, увеличении производства и заготовок мяса, молока, яиц, шерсти и другой продукции»  Надежда Павловна Арсеньева была удостоена звания Героя Социалистического Труда с вручением Ордена Ленина и золотой медали «Серп и Молот». 
Продолжала работать дояркой до 1973 года, с 1973 года работала в тепличном хозяйстве совхоза «Вейно» Могилёвского района Могилёвской области Белорусской ССР. 
После выхода на заслуженный отдых жила в деревне Вейно Могилёвского района Могилёвской области. 
Скончалась 21 января 1989 года.

## Награды
- Медаль «Серп и Молот» (22.03.1966)
- Орден Ленина (22.03.1966)